# Леонов, Иван Дмитриевич
Иван Дмитриевич Леонов (1915—1944) — майор Рабоче-крестьянской Красной Армии, участник Великой Отечественной войны, Герой Советского Союза (1943).

## Биография
Иван Леонов родился 11 сентября 1915 года в деревне Львово (ныне — Волоколамский район Московской области). После окончания семи классов неполной средней школы работал на производстве. В 1938 году Леонов был призван на службу в Рабоче-крестьянскую Красную Армию. В том же году он окончил школу младших авиационных специалистов, в 1939 году — Одесскую военную авиационную школу лётчиков. С июня 1941 года — на фронтах Великой Отечественной войны.
К сентябрю 1943 года гвардии капитан Иван Леонов командовал эскадрильей 85-го гвардейского истребительного авиаполка 6-й гвардейской истребительной авиадивизии 8-й воздушной армии Южного фронта. К тому времени он совершил 267 боевых вылетов, сбив 5 вражеских самолётов лично и ещё 4 — в составе группы.
Указом Президиума Верховного Совета СССР от 1 ноября 1943 года за «образцовое выполнение боевых заданий командования и проявленные при этом мужество и героизм» гвардии капитан Иван Леонов был удостоен высокого звания Героя Советского Союза с вручением ордена Ленина и медали «Золотая Звезда» за номером 1274.
30 мая 1944 года Леонов погиб в бою. Похоронен в Парке Вечной Славы Киева.
Был также награждён двумя орденами Красного Знамени, орденами Отечественной войны 1-й степени и Красной Звезды.